# Кубок Испании по футболу 1936
Кубок Испании по футболу 1936 — 34-й розыгрыш Кубка Испании по футболу выиграла Реал Мадрид. Этот кубок стал седьмым в истории команды.
Соревнование прошло в период с 23 февраля по 21 июня 1936 года.

## Результаты матчей

### 1/4 финала
| Команда 1     | Итог | Команда 2       | 1-й матч | 2-й матч |
| ------------- | ---- | --------------- | -------- | -------- |
| Реал Мадрид   | 3:1  | Атлетик Бильбао | 2:1      | 1:0      |
| Эспаньол      | 2:4  | Барселона       | 2:1      | 0:3      |
| Реал Сарагоса | 1:4  | Эркулес         | 1:1      | 0:3      |
| Реал Бетис    | 1:3  | Осасуна         | 0:0      | 1:3      |

### 1/2 финала
| Команда 1   | Итог | Команда 2 | 1-й матч | 2-й матч |
| ----------- | ---- | --------- | -------- | -------- |
| Реал Мадрид | 8:2  | Эркулес   | 7:0      | 1:2      |
| Осасуна     | 5:9  | Барселона | 4:2      | 1:7      |

### Финал
| 21 июня, 1936          | \| Реал Мадрид \| 2:1 \| Барселона \| \| Еугенио 6′ · Лекуе 12′ \| Голы \| Ескола 29′ \| | Месталья, Валенсия |
| Реал Мадрид            | 2:1                                                                                      | Барселона          |
| Еугенио 6′ · Лекуе 12′ | Голы                                                                                     | Ескола 29′         |